# Andropogon burmanicus
Andropogon burmanicus är en gräsart som beskrevs av Norman Loftus Bor. Andropogon burmanicus ingår i släktet Andropogon och familjen gräs.
Artens utbredningsområde är Burma. Inga underarter finns listade i Catalogue of Life.